# План «Тоталити»
План «Тоталити» (от англ. Totality — тотальность) — секретный военный план США (на случай, если войскам США в Германии и Австрии «будут угрожать другие силы») против СССР, разработанный в штабе генерала Дуайта Эйзенхауэра по приказу президента Гарри Трумэна. Разработка плана была начата в октябре 1945 года. Он представляет собой первый по времени из серии аналогичных экстренных военных американских планов.

## Последующие исследования
Наряду с планом под названием «Тоталити» в книге Митио Каку и Daniel Axelrod упоминается исследование «Стратегическая уязвимость СССР для ограниченного воздушного нападения» (англ. Strategic Vulnerability of the U.S.S.R. to a Limited Air Attack) (JIC 329/1, декабрь 1945), в котором оценивался сброс 20—30 ядерных бомб на 20 советских городов:
1. Москва.
2. Горький (Нижний Новгород).
3. Куйбышев (Самара).
4. Свердловск (Екатеринбург).
5. Новосибирск.
6. Омск.
7. Саратов.
8. Казань.
9. Ленинград (Санкт-Петербург).
10. Баку.
11. Ташкент.
12. Челябинск.
13. Нижний Тагил.
14. Магнитогорск.
15. Молотов (Пермь).
16. Тбилиси.
17. Сталинск (Новокузнецк).
18. Грозный.
19. Иркутск.
20. Ярославль.

## Значимость плана
Впоследствии Дэвид Алан Розенберг в статье 1979 года в научном журнале «Journal of American History» представлял этот план дезинформационной уловкой, объясняя такие взгляды тем, что лишь к 1946 году в арсенале у Соединённых Штатов появилось девять атомных бомб, а также двадцать семь B-29, способных их доставить и что план был частью «гигантского атомного блефа» Трумэна, направленного на Советский Союз.
С точки зрения советских и российских историков, подобные планы не были осуществлены в том числе благодаря разрабатываемым в СССР мерам противодействия (усилению неядерных вооружений, в том числе средств ПВО, созданию собственного ядерного оружия). Ранние исследования США также предусматривали отсутствие ядерного оружия у СССР, но оно было разработано к 1949 году. Подобные планы способствовали возникновению гонки вооружений и холодной войне. Фундаментальный для гонки вооружений Меморандум Совета национальной безопасности №68 базировался на допущении, что  даже полное поражение намеченных целей при атомной бомбардировке СССР не сможет обеспечить успех наземных операций США в Западной Европе, а только даст им временное преимущество ввиду нарушений в снабжении советских войск.
План «Тоталити» возглавил череду разрабатываемых в дальнейшем руководством США военных планов по военным действиям с СССР с применением атомного оружия, таких как: «Пинчер» (март-июнь 1946 г.), «Бройлер» (1947 г.), «Бушвэкер» (1948 г.), «Кранкшафт» (1948 г.), «Хафмун» (1948 г.), «Флитвуд» (англ. Fleetwood, 1948 г.), «Когвилл» (1948 г.), «Оффтэк» (1948 г.), «Чариотир» (англ. Charioteer — «Колесничий», 1948 г.), «Дропшот» (англ. Dropshot, 1949 г.), «Троян» (англ. Trojan, 1949 г.)